# 노턴 커맨더
노턴 커맨더(Norton Commander, NC)는 개발이 중단된 원형적인 전통적 파일 관리자(orthodox file manager, OFM)으로서, 존 소차가 개발하고 피터 노턴 컴퓨팅이 출시하였다. (나중에 1990년 시만텍 코퍼레이션에 인수되었음) NC는 MS-DOS 상에서 파일들을 관리하기 위한 텍스트 기반 사용자 인터페이스를 제공한다. 1986년부터 1998년 사이 공식적으로 제작되었다. 마지막 MS-DOS 버전의 노턴 커맨더 5.51은 1998년 7월 1일 출시되었다.
MS-DOS와 윈도우용 그래픽컬 셸인 관련 제품 노턴 데스크톱(Norton Desktop)은 노턴 커맨더의 뒤를 이었다. 2가지 종류로 출시되었다: 노턴 데스크톱 포 도스(Norton Desktop for DOS), 노턴 데스크톱 포 윈도우(Norton Desktop for Windows).

## 배경
존 소차는 1984년 노턴 커맨더의 작업을 시작하였다. 당시 그는 이 프로그램을 "버추얼 도스"(Visual DOS) 또는 "VDOS"라고 불렀다.
노턴 커맨더는 한 번에 2개의 파일 조작 개객체들을 일정하게 보여줄 수 있어서 사용하기 쉬웠다. 프로그램을 시작한 이후 사용자는 파일 목록이 있는 2개의 패널을 사용한다. 각 패널은 다른 패널, 디렉터리 트리, 수많은 기타 옵션에 관한 정보를 표시하도록 쉽게 구성할 수 있다. 화면 하단에는 노턴 커맨더가 CTRL-ALT 키들을 사용하여 요청 시 확장되는 명령어 목록을 표시한다. 그러므로 마우스를 많이 사용하지 않더라도(마우스 기능은 버전 3.0 즈음에 통합되었다) 사용자는 수많은 파일 조작 동작을 빠르고 효율적으로 수행할 수 있다. 게다가 텍스트 파일 뷰어(F3 키를 통해 호출)와 텍스트 파일 편집기(F4 키를 통해 호출)가 내장되어 있다.
노턴 커맨더는 도스 시절 매우 인기를 끌었으며 클론되기도 했다. 이를테면 IntelliJ IDE는 노턴 커맨더와 동일한 단축키를 사용하는 파일 조작을 수행하였던 "커맨더" 플러그인을 포함하곤 했으나 이 플러그인은 현재 구식이다.

### 긴 파일 이름
윈도우 95는 윈도우 탐색기라는 이름의 새로운 그래픽컬 셸을 포함하였고 긴 파일 이름(LFN)을 지원하였다. 시만텍은 표준 윈도우 API를 사용하여 긴 파일 이름을 지원하는 노턴 커맨더 5.51을 출시하였다. 리얼 모드에서 작업하는 동안 LFN을 보존하기 위해 노턴 커맨더 5.51은 종료 후 상주 프로그램(TSR) 유틸리티의 사용이 요구되었다. 노턴 커맨더는 리얼 모드에서 LFN을 네이티브로 지원하지 않았으므로 해당 파일명을 잘라냈다.

### 단종
전 피터 노턴 그룹 개발자 마크 로우리어(Mark Lowlier)에 따르면, 시만텍이 피터 노턴 컴퓨팅을 인수한 뒤 시만텍은 마이크로소프트 윈도우가 성공적일 것이라 추정하였으므로 주요 PNC 자원들은 다른 부문으로 옮겨졌고 윈도우 플랫폼을 위한 새로운 프로그래머들이 고용되었다. 엔리크 살렘(시만텍의 CEO)은 Norton Desktop for Windows로 출시된 파일 관리자와 프로그램 관리자의 개발을 주도하게 된다.

## 반응
1989년 BYTE는 도스용 노턴 커맨더 2.0을 BYTE 상 가운데 "Distinction" 우승자 가운데 하나로 선정하였으며, "(자료로) 붐비는 하드 디스크를 탐색하는 일이 식은 죽 먹기"라고 언급하였다.

## 같이 보기
- 파일 관리자